# 텐션 코드
텐션 코드(Tension chord)란, 기본적인 코드에 코드음 외의 음을 추가하여 만든 코드이다. 예를 들어 C Major 스케일에서 도, 레, 미, 파, 솔, 라, 시, 도, 레....순으로 1음, 2음, 3음, 4음....으로 번호를 붙였을 때(두 번 째 옥타브의 '레'는 '9음'이 된다), 3화음은 1, 3, 5음(도, 미, 솔)의 C 코드이다. 마찬가지로 그 위 옥타브 음들인 8, 10, 12(도, 미, 솔)도 코드톤의 음이 된다. 이 때, 이들을 제외한 9음(레), 13음(라) 등이 C Major 스케일에서의 텐션 톤으로 사용되며, 이들이 추가되면 '텐션 코드'가 된다. 이러한 '텐션 코드'는 다양한 조합이 가능하기 때문에 매우 많은 종류가 존재한다.

## 사용 목적
텐션 코드를 사용하면 기본적인 코드만을 사용하는 경우보다 노래의 느낌이 더욱 풍성해지고 묘한 긴장감을 줄 수도 있다. 특히 기타의 코드나 재즈풍의 음악에서 이러한 텐션 코드가 자주 사용된다.

## 어보이드 노트
코드톤 외의 음을 무작정 사용한다고 해서 모두 텐션 코드가 되는 것은 아니다. 특정 스케일의 특정 화음에 첨가하였을 때 불협화음을 유발하는 음들이 각각 존재 하는데, 이들을 그 화음의 '어보이드 노드'(Avoid note)라고 한다. 예를 들어, C Major 스케일에서 3화음(도,미,솔)에는 4음(파)를 함께 치면 불협화음이 생겨 이는 텐션 코드를 위한 음으로 사용할 수 없다.